# Rancho Skywalker

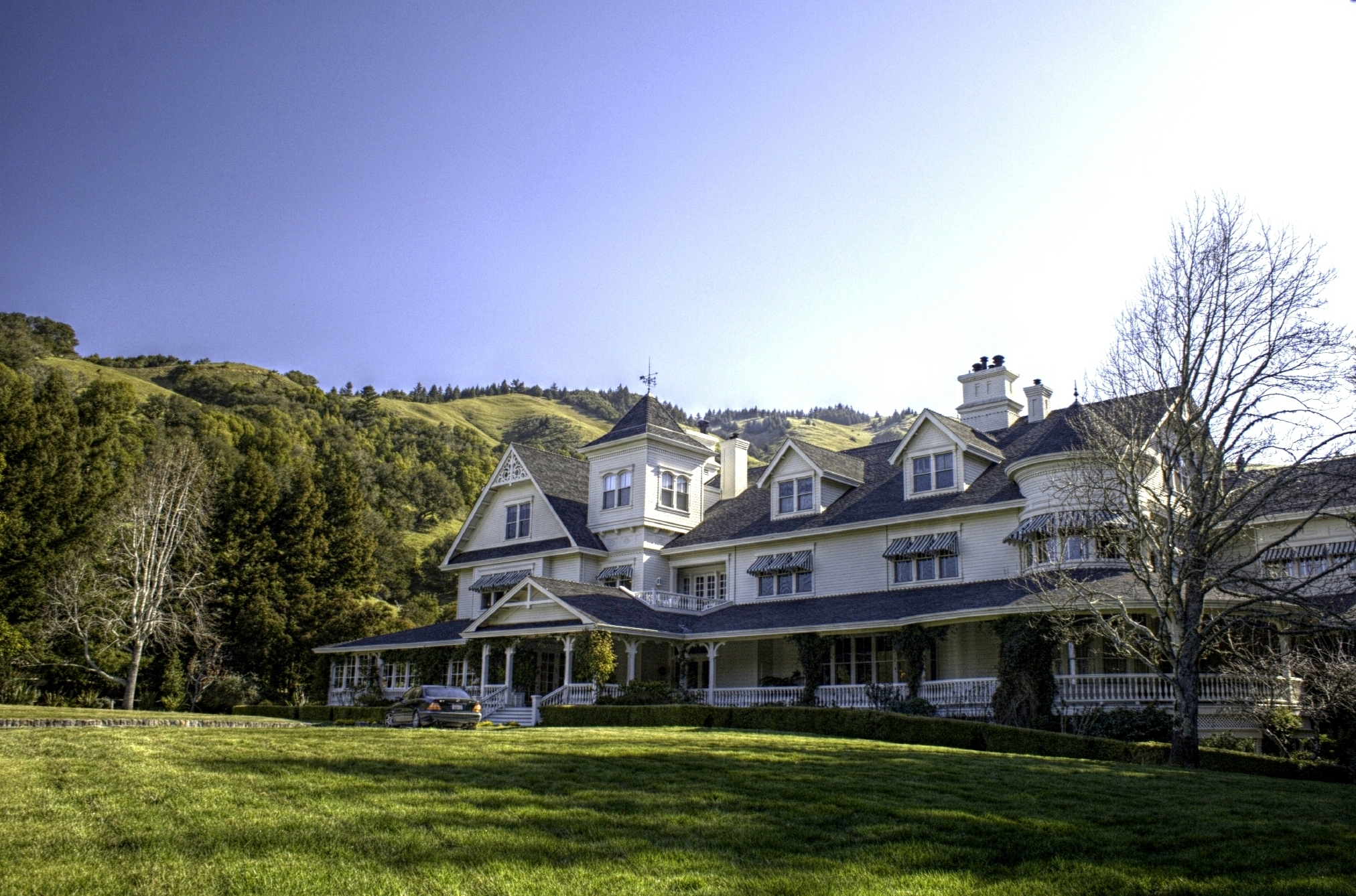
Rancho Skywalker (Casa Principal)

El Rancho Skywalker es un rancho conocido por ser el lugar de trabajo del director, escritor y productor George Lucas localizado en Nicasio, California, en Marin County. No está abierto al público y no es visible desde la carretera.

## Visión general
Unificado parcela por parcela desde septiembre de 1978, el rancho ha costado a Lucas $100 millones, según el Wall Street Journal. Lucasfilm Adquirió 3,000 acres (1,200 ha) de tierra contigua para un total de 4,700 acres (1,900 ha).  Sólo 15 acres (6.1 ha) han sido usados.  Los vecinos del área protestaron durante 25 años por no querer un estudio de cine cerca.
El Rancho contiene un recinto con animales, viñas, un jardín con frutas y vegetales utilizadas en el restaurante cercano, una piscina exterior y  un centro de forma física con racquetball, un lago artificial, un teatro de 300 asientos llamado «El Stag» y un estacionamiento subterráneo para preservar el paisaje natural. Skywalker Sound ocupa el Edificio Técnico. La Casa Principal tiene una biblioteca de investigación de la compañía bajo una cúpula de cristal. El rancho tiene su estación de bomberos propia y es a menudo llamada para asistir a los bomberos del cercano Marinwood.
El rancho está construido más para ser un lugar de descanso que una sede de operaciones empresariales de Lucas, que están localizadas en el Presidio Real de San Francisco. Skywalker Sound sí está en el Rancho porque Lucasfilm paga un costo de alquiler a George Lucas, dueño de la propiedad aunque no reside en ella.

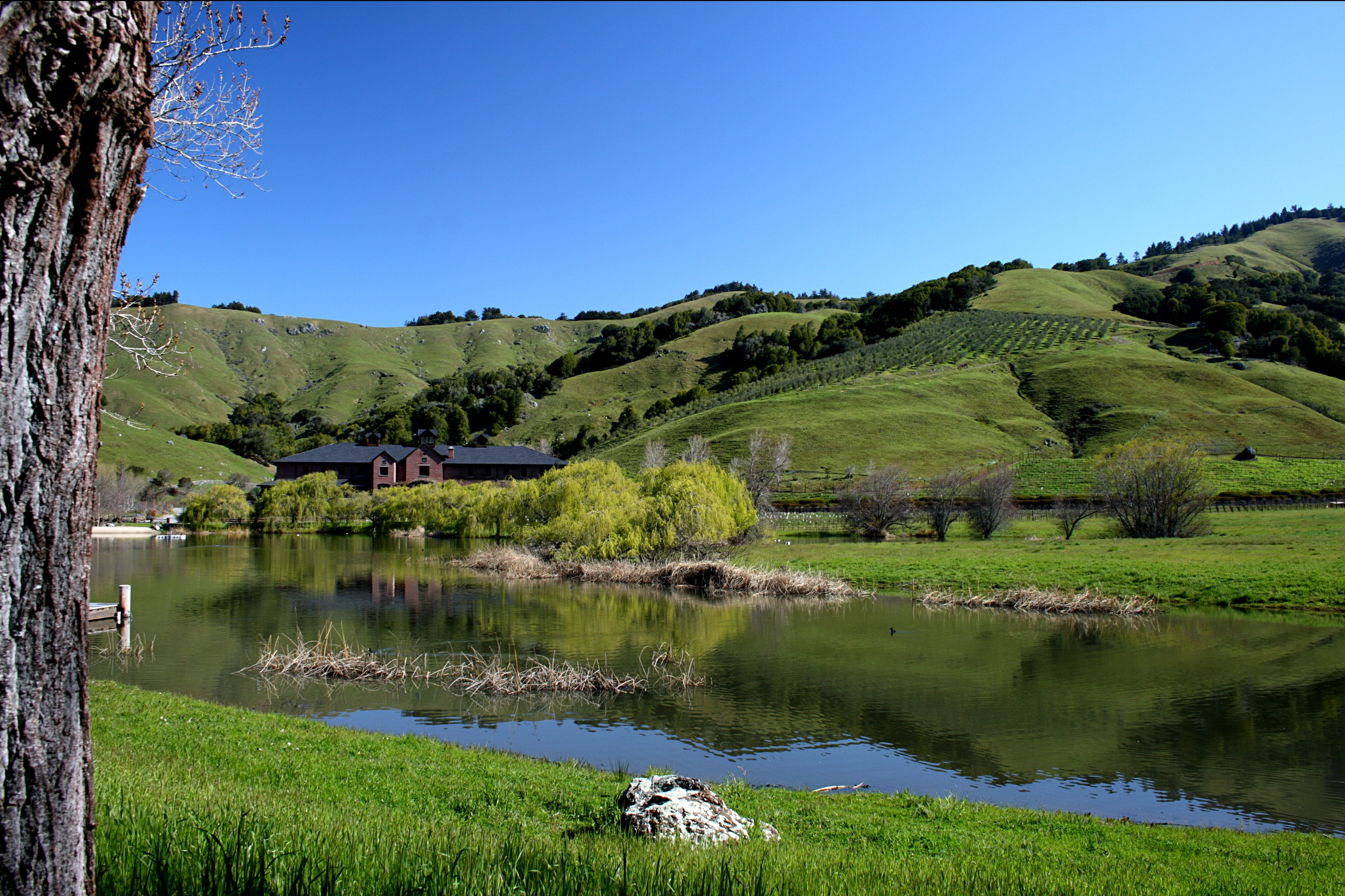
El Lago Ewok

## Propiedades cercanas

### Rancho Big Rock
El Rancho Big Rock es otra propiedad de Lucasfilm en el Condado de Marin. La comisión de planificación del condado aprobó esta construcción en septiembre de 1996 y fue completada en agosto de 2002. Aun así, en noviembre de 2004, Lucas anunció que los 250 empleados del rancho se trasladaban al Centro de Artes Digitales Letterman (junto a la mayoría de Lucasfilm).
El rancho comprende 1,061 acres (429 ha), de los cuales solo 43 acres (17 ha) están urbanizados. Antes albergó el marketing, distribución y divisiones en línea de Lucasfilm. 
Desde 2007 es la sede de la división de animación y la Fundación Educativa George Lucas.

## En la cultura popular
La película de 2009 Fanboys es la historia de cinco frikis que intentan entrar al rancho y así ver La amenaza fantasma antes de su estreno oficial. El Rancho hospedó a Bill Moyers y Joseph Campbell para entrevistas incluidas en el documental El Poder del mito. Años más tarde, Moyers regresó al Rancho para entrevistar a Lucas para un documental titulado La Mitología de Star Wars .
En 1996, la banda Journey grabó el vídeo de música para su canción «Cuando te encanta una mujer» dentro del estudio de grabación del Rancho.
El rancho fue el protagonista en un episodio de La Teoría de Big Bang (Temporada 8: Skywalker Incursión – 2015) dónde Leonard y Sheldon intentaron colarse a ver el rancho.